# Arnaud Courlet de Vregille
Arnaud Courlet de Vregille (5 de marzo de 1958), pintor francés.

## Biografía
Arnaud Courlet de Vregille tuvo la suerte de nacer en una familia de pintores por lo cual comenzó a  interesarse por el dibujo a una edad temprana lo que lo llevó luego a dedicarse totalmente a la pintura. En 1993, su talento como pintor fue reconocido cuando el Instituto Superior de París lo premió por su obra Laisse-moi,(Déjame). A continuación, aquella obra fue adquirida por el Ministerio de Finanzas para la decoración de la Ciudad Administrativa de Bobigny. Su obra interesó también otros países como Armenia y Rusia por ejemplo.

## Estilo
Who's Who Art in International Art considera su arte como una "abstracción lírica", calificándola de "futurista", o de "pintura espontánea". En 2004, la Encyclopédie des Arts en Franche-Comté le dedicó un artículo de referencia :
"Pintor que no encuadra en ninguna categoría establecida, explorando las profundidades del arte abstracto para traer a la superficie la sencillez de lo figurativo. Su pintura, que parece emerger de algún tipo de piel coloreada, expresa toda la calidez de la realidad atormentada. En palabras del artista, pinta sus lienzos tanto impulsivamente como después de una fase de mixtura y condensación, que son fruto de un largo periodo de preparación ensimismada. Señala parte de su trabajo como un círculo oculto de soledad, que se rompe en el momento en que la realidad se vuelve frágil y se agrieta, dando paso a lo invisible así como exhibiendo lo desconcertante y conspicuo de lo visible. La emoción que impregna su pintura parece brotar de su movimiento, su violencia, su luz".

## Exposiciones

### Salones
- Exposición Regards d’artistes sur l’avenir, Besançon, 2019.
- Exposición Blick in die Zukunft, Fribourg-en-Brisgau, 2019.
- Exposición Art et Foi, Chapelle des Annonciades, Pontarlier, 2019.
- Exposición en el XVI Salón artístico de Richelieu, 2017.
- Festival de Pintura y Escultura de Belfort (Belfort, 2008, 2007)
- Salón Victor Chocquet, Ministère des Finances (Paris, 2007, 2001, 2000, 1999, 1998, 1997, 1996, 1995).
- Exposición por el bicentenario del Cadastre, École nationale du Cadastre (Toulouse, 2007).
- Exposición Désert Art’ique (Besançon, 2006).
- Exposición por el bicentenario de Claude Nicolas Ledoux (Besançon, Conseil Général, 2006).
- Exposición en la Saline royale d’Arc-et-Senans, (Arc-et-Senans 2006).
- Exposición en el Castillo de Syam (Syam, 2005).
- Salón Nacional de Pintura y escultura del Ejército (Castillo de Vincennes, 2002).
- Salón de Pintura y escultura de los Ejército del Nordeste (Douai, 2002).
- Galerie Everarts (Paris, 2001).
- Exposición decoración Cité Administrative de Bobigny (París, 1993).
- Galería Barthélémy (Besançon, 1993).

### Exposiciones personales
- Exposición en el XVI Salón artístico de Richelieu, 2017.
- Rectorado Académie de Besançon (Besançon, 2012).
- Salon du livre de Dampierre-sur-Salon (2012, 2009).
- Journée du Patrimoine, Dampierre-sur-Salon, Maison Couyba (2012).
- Relais culturel des Saintes-Maries-de-la-Mer, 2001.
- Galería Everarts (París, 2001).
- Galería Vauban (Dijon, 1999).
- Avenida George-V (Paris, 2014, 1999, 1998).
- Citadelle de Besançon (Besançon, 1996).
- Hôtel de Paris (Besançon, 1994).

### Distinciones y premios
- Premio de poesía, Salón Victor Chocquet (París, 2007, Écris pour moi).
- Premio Argenson, Galería Everarts (París, 2001, Quand le Scarabée d’Or).
- Nominación, Salón Victor Chocquet (Paris, 2000, Soliman le Magnifique).
- Mención especial, Salón Victor Chocquet (París, 1998, Quand le Scarabée d’Or).
- Nominación, Salón Victor Chocquet (París, 1996, Une heure dans la nuit).
- Mención especial, Salón Victor Chocquet (París, 1995, Archi).
- Primer premio del Instituto de Estudios superiores de artes de París (1993, Laisse-moi).

## Publicaciones

### Libros
- Perséides, selección de pinturas para ilustrar los textos de Jacques Rittaud-Hutinet, Bègles, L’Écouleur de la vie, 2019, (ISBN 9791069932395).

## Anexos

### Televisión francesa
- Le deuxième regard, France 3 Bourgogne-Franche-Comté, 24 de octubre de 2006.
- La résidence d'artistes, France 3 Bourgogne-Franche-Comté, 24 de septiembre de 2002.
- Les artistes rencontrent leur public à l'atelier, France 3 Bourgogne-Franche-Comté, 18 septembre 2000.

### Programas de radio
- Radio Shalom, "Les Midinales" d'Alex Mathiot, febrero de 2016 ; octubre de 2014.
- Un livre d'art : "Les perséïdes" [archive] sur Radio chrétienne francophone, "Rencontre d'artiste" con Chantal Leclerc, avril de 2019 [entrevistado por Jean-Paul Maigrot], octubre de 2014 ; septembre de 2012.
- "Interview d'artiste" [archive] en Radio chrétienne francophone.

- Datos: Q2863083
- Multimedia: Arnaud Courlet de Vregille / Q2863083